# 栗乡街道
栗乡街道，是中华人民共和国河北省唐山市迁西县下辖的一个乡镇级行政单位。

## 行政区划
栗乡街道下辖以下地区：
山庄里社区、清泉里社区、水源里社区、秀峰里社区、国兴里社区、泰和里社区、民康里社区和丰苑里社区。